# Karlsruher Künstlermesse
Die Karlsruher Künstlermesse war eine Kunstmesse, die 1987 von der Stadt Karlsruhe ins Leben gerufen wurde und zunächst jährlich, seit 2013 aber alle zwei Jahre veranstaltet wurde.
Um die Teilnahme konnten sich Künstler und Studierende an Kunsthochschulen ab dem siebten Semester aus Baden-Württemberg, Rheinland-Pfalz und dem Elsass bewerben. Eine wechselnde Jury aus renommierten Kunsthistorikern, Kuratoren und Künstlern entschied über die Teilnahme.  In der Regel wurden rund 35 Künstler unterschiedlicher Sparten der Bildenden Kunst ausgewählt. Die über das Wochenende an drei Tagen in einem repräsentativen Gebäude der Stadt (seit 2008 im Regierungspräsidium) stattfindende Messe war, als Maßnahme der Kunstförderung, für die ausstellenden Künstler kostenfrei. Dafür waren sie zur Anwesenheit während der Messe verpflichtet. Der Preis der Karlsruher Künstlermesse in Höhe von 4,000 Euro für die gelungenste Präsentation wurde an bis zu drei Künstler vergeben.
Parallel zur Künstlermesse wurde ein Plakatwettbewerb ausgeschrieben, der mit 2,000 Euro für den ersten und 1,000 beziehungsweise 500 Euro für den zweiten und dritten Preis dotiert war. Mit dem Siegerplakat wurde für die Künstlermesse geworben.
Mit der Veranstaltung zum 25-jährigen Jubiläum im Jahr 2022 wurde die Messe offiziell als Karlsruher Künstler*innenmesse bezeichnet.
Im August 2023 gab der Veranstalter, das Kulturamt der Stadt Karlsruhe bekannt, dass aus Gründen der Haushaltskonsolidierung 2024 und 2026 keine Künstlermesse mehr stattfinden wird und eine Wiederbelebung fraglich ist. Die Stadt suche nach neuen Wegen der Kunstförderung.

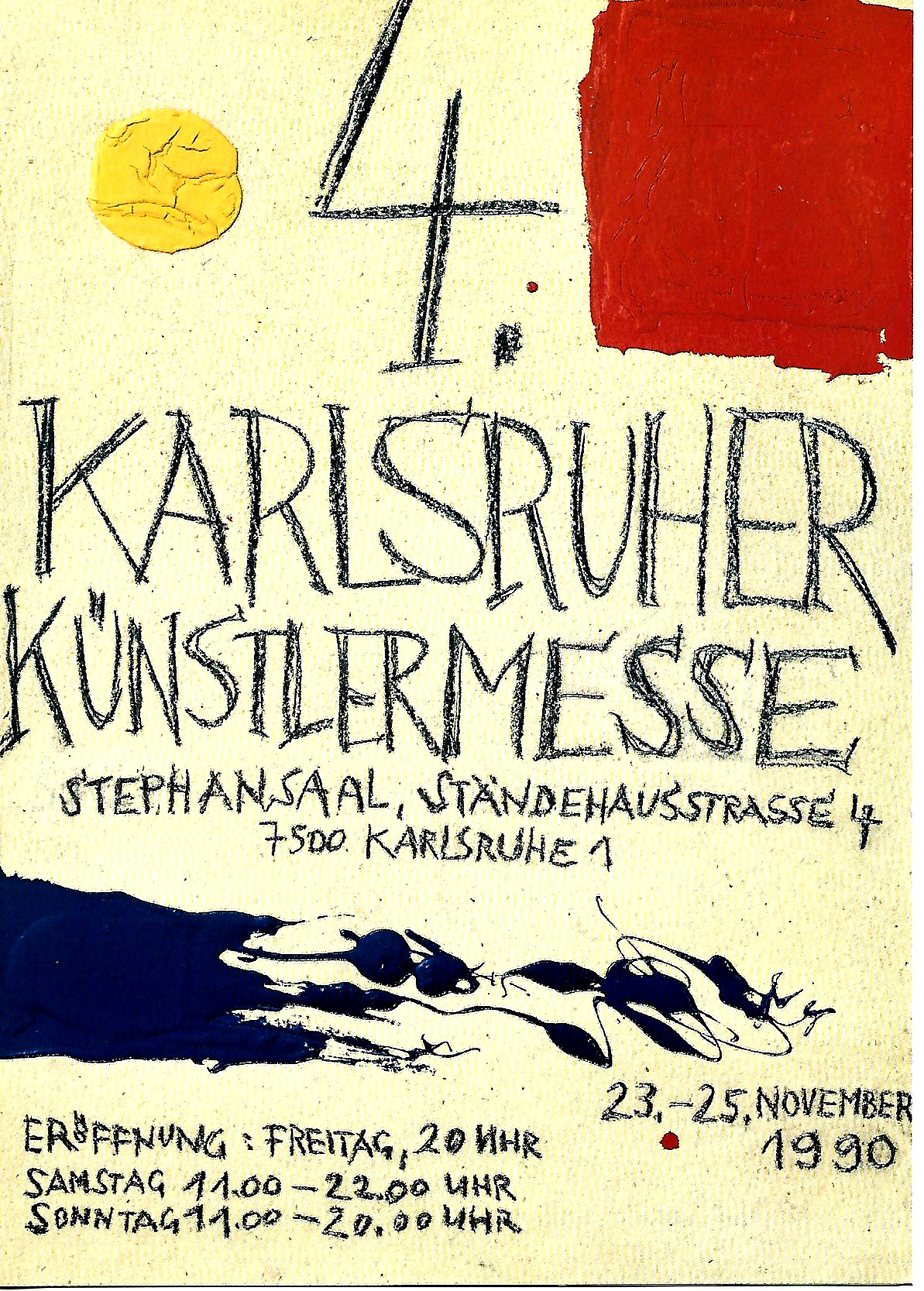
Plakat zur 4. Karlsruher Künstlermesse von Herbert Wetterauer
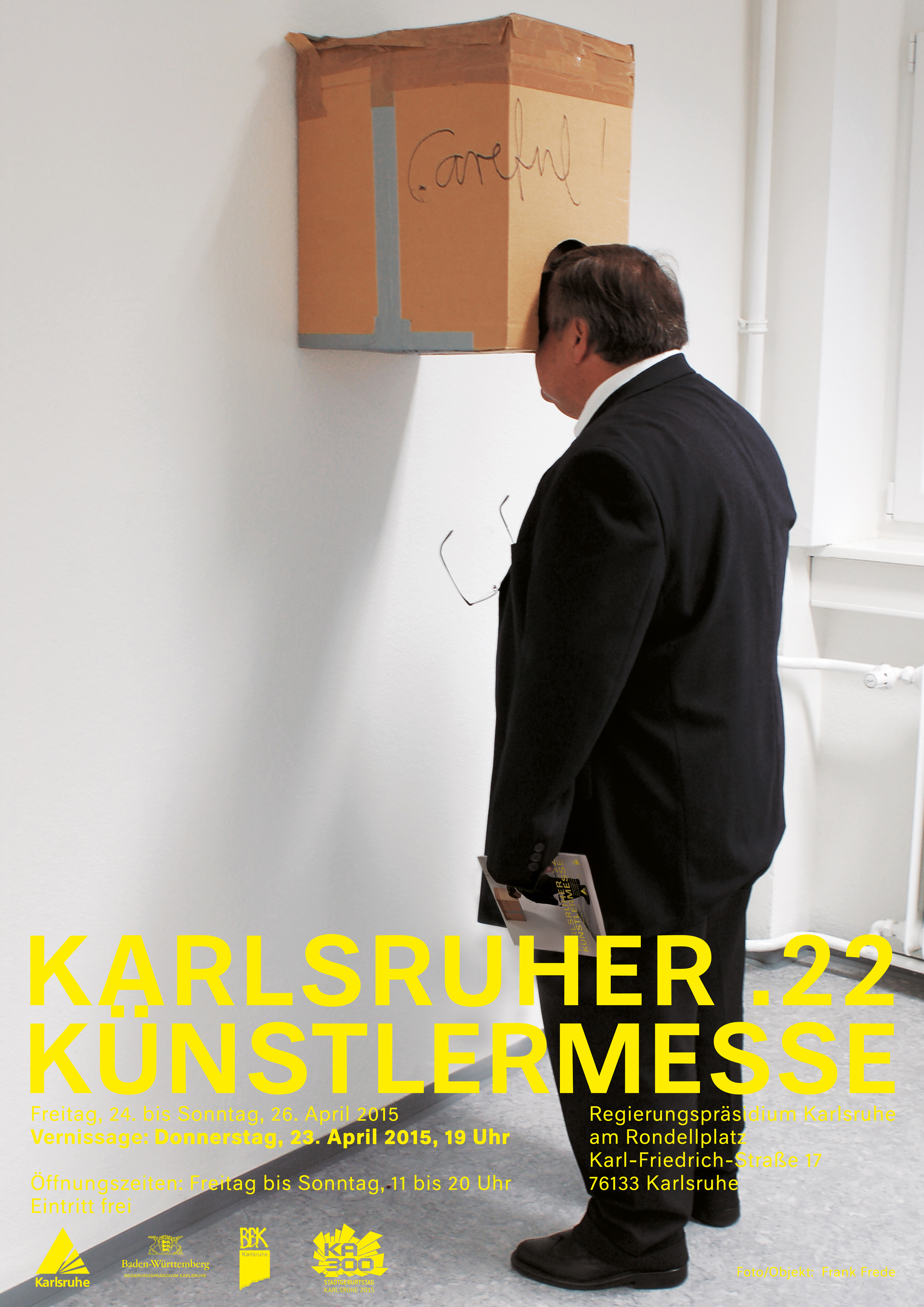
Plakat zur 22. Karlsruher Künstlermesse von Frank Frede